# واحة المغرة
واحة المُغرة، هي واحة صغيرة غير مأهولة بالسكان، جنوب مدينة العلمين بمحافظة مطروح.

## جغرافيا المغرة
تقع المغرة على الحدود الشمالية الشرقية من منخفض القطارة بالصحراء الغربية، وعلى بعد 40 كم جنوب مدينة الحمام وهي شرق طريق البترول بحوالى 3 كم وغرب طريق العلمين الدولي بحوالي 70 كم تبعد المغرة عن مدينة العلمين حوالى 40كم مباشر (100 كم بالطرق) وتبعد عن ساحل البحر الأبيض المتوسط حوالى 56 كم جنوباً
ومساحتها 230 ألف فدان وتربتها عميقة القطاع من 120 إلى 150 سم والقوام رملى طميى إلى طميي طيني ومصدر الرى فيها هي المياه الجوفية من خزان المغرة الجوفي، وملوحة المياه من 2000 إلى 3000 جزء في المليون، والمياه المتاحة تكفى لرى مساحة 60 ألف فدان. كما ان بها خمسة آبار مياه حفرت عام 1840 (بناء على طلب من محمد علي باشا) بعمق 34 مترا (108 قدم) تحت مستوى سطح البحر

### إحداثيات (تقريبية)
Coordinates: 30°15'10"N 28°56'4"E

## بحيرة المغرة
بحيرة المغرة Moghra Lake هي بحيرة مالحة، تشكل الجزء الأدنى من الواحة -38م (38 مترا تحت مستوى سطح البحر)، ومساحتها حوالي 4 كم مربع، والمستنقعات المالحة تحد البحيرة في بعض أجزائها، اما الحدود الغربية والجنوبية من البحيرة فيغلب عليها الكثبان الرملية، إما في شكل كثبان رملية بالقرب من البحيرة، أو كصحائف رمال عميقة بعيدا عنها.

### الغطاء النباتي
الغطاء النباتي الرملي هو مزيج من مستنقعات القصب والمستنقعات المالحة، ويغلب على المستنقعات المالحة (الأسل الخشن) بين البحيرة والتكوينات الرملية، وترتبط بنباتات Phragmites australis، TAMARIX، Limbarda crithmoides، غرقد retusa، Cressa cretica، Arthrocnemum macrostachyum. ويغلب على تشكيلات الرمال نباتات Zygophyllum Album، غرقد retusa،TAMARIX ،Alhagi graecorum، Spicatus Sporobolus. والتي ترتبط بـالشيح (مومنوسبيرما) وبعض أشجار النخيل المهملة التي تظهر في بساتين من أحجام متغايرة.

## خزان المغرة الجوفي
خزان المغرة الجوفي هو أحد أربعة خزانات مياه جوفية رئيسية تمتلكها مصر: الخزان الجوفي للنيل، وخزان الحجر الرملي النوبي، وخزان المغرة الجوفي، وخزانات المياه الجوفية الساحلية (على الساحل الشمالي الغربي). خزان النيل، وخزان المغرة والخزان الساحلي هي خزانات متجددة. اما خزان الحجر الرملي النوبي والذي يحتوي على 150,000 مليار متر مكعب من المياه العذبة، أي ما يعادل 3000 ضعف التدفق السنوي لنهر النيل تقريبا، فهو غير متجدد. ويشترك فيه السودان وتشاد وليبيا.

## المغرةما قبل التاريخ
وادى المغرة هو متحف طبيعى للاحفوريات وخاصة الزواحف وآكلات اللحوم المنقرضة مثل Tomistoma وهي واحدة من الزواحف التي عاشت على نطاق واسع خلال العصر الإيوسيني والأوليغوسيني والميوسيني في مصر. تم العثور على بقايا حفرية لهذا المخلوق في تكوينات المغرة بوادى المغرة وكذلك في قصر الصاغة وتشكيلات جبل قطراني بمنطقة الفيوم. Moghradictis هي من الأنواع المنقرضة من الثدييات آكلة اللحوم الشبيهة بالقط الذي ينتمي إلى فصيلة Aeluroidea، المستوطنة في شمال أفريقيا في العصر الميوسيني من 23,03 مليون إلى 15,97 مليون سنة والتي امتدت لحوالى 7.6 مليون سنة.
الطبقات الحاملة للأحفوريات بالمغرة، كانت معروفا جيدا لأكثر من 100 سنة، ولكن يكن تم اكتشاف علم الأحياء السمكية القديمة منذ بدايات سنة 1900، فالمغرة تحفتظ برواسب نهرية وبحرية، وحفريات من الخشب، ولافقاريات وفقاريات من العصر الميوسيني منذ حوالى 18-17 مليون سنة، موقع المغرة يشبه احيائيا موقع جبل زلطن الليبي، على الأقل من حيث الثدييات الأحفورية. المناطق الحاملة للمتحجرات في تكوينات المغرة تصل إلى حوالي 40 وتمتد على مسافة نحو 50 كم ومن المرجح ان هناك أكثر من بيئة ترسيب، 
الأسماك المتحجرة بالمغرة تشملTeleosts, Synodontis (Mochokidae), lates (Latidae), elasmobranchs, Pristis (Pristidae), Myliobatis (Myliobatidae), Sphyrna (Sphyrnidae). بعثات عدة في الآونة الأخيرة إلى مناطق المغرة اكتشفت بقايا احفورية وفيرة. وشملت تجمعات غنية بأنواع من أجناس 
Carcharias (Odontaspididae)، Megaselachus (Otodontidae)، Cosmopolitodus (Lamnidae)، Hemipristis (Hemigaleidae)، Galeocerdo وCarcharhinus (Carcharhinidae)، Myliobatis (Myliobatidae)، Pteromylaeus (Myliobatidae), Aetobatis (Myliobatidae).

## مستقبل المغرة
كشفت خطة هيئة التخطيط العمرانى أنه جار الآن وضع مشروع استغلال منطقة منخفض القطارة بالكامل، وتشمل مساحات من 6 إلى 7 ملايين فدان لاستغلالها في التنمية الزراعية وأنه سيتم استغلال ظهير الاستصلاح الزراعى في إنشاء تجمعات عمرانية جديدة قائمة على التصنيع الزراعي والتعدين مع امكانية استصلاح ملايين الأفدنة على تحلية مياه البحر أو تقطيرها، ومياه الصرف الزراعى المعالجة لاستزراع نباتات الوقود الحيوي والأعلاف والأشجار الخشبية، وكشفت أنه بالإضافة إلى ذلك سيتم اقامة 8 مراكز تنمية ريفية في سيوة و4 مراكز صناعات زراعية جنوب منخفض القطارة وفي سيوة.
وحددت خطة التنمية العمرانية 3 مناطق للتنمية الشاملة في الساحل الشمالي، هي «منطقة المغرة» و«منطقة جنوب شرق منخفض القطارة (منطقة البحور)» و«منطقة جنوب المنخفض».